# Wyżyna Ryczowska
Wyżyna Ryczowska (341.314) – wyżyna, mikroregion fizycznogeograficzny, będący częścią Wyżyny Częstochowskiej. Wydzielenie takiego mikroregionu zaproponował Zdzisław Czeppe w 1972 roku.
Wyżyna Ryczowska od Wyżyny Mirowsko-Olsztyńskiej oddzielona jest doliną Białej i jej przedłużeniem w kierunku Myszkowa. Od zachodu sąsiaduje z Obniżeniem Pradeł, od południa z Bramą Wolbromską. Największą wysokość osiąga na Górze Janowskiego (516 m) – jest to zarazem najwyższe wzniesienie na całej Wyżynie Częstochowskiej. Na Wyżynie Ryczowskiej ma swoje źródła rzeka Pilica.
Wyżyna Ryczowska to region zbudowany ze skał wapiennych przykrytych lessem. W wielu miejscach, zwłaszcza na grzbietach wzgórz, spod osadów lessowych odsłaniają się wapienne skały i całe grupy skał, czasami tworzące skalne mury, baszty i iglice. Większe zgrupowania tych skał to Skały Kroczyckie z Górą Zborów (467 m), Skały Rzędkowickie, Skały Podlesickie, skały w Ryczowie, Łutowcu i Podzamczu, Straszykowe Skały, Ruska Góra. W skałach liczne jaskinie, schroniska i inne formy rzeźby krasowej. Zalety krajobrazowe i bogata przyroda spowodowały, że region ten włączony został w obszar Parku Krajobrazowego Orlich Gniazd. Zgrupowania skałek zostały dodatkowo objęte specjalną formą ochrony przyrody o nazwie Ostoja Kroczycka, a na Górze Zborów utworzono rezerwat przyrody.
Obszar o dużym znaczeniu turystycznym i rekreacyjnym. Gęsta sieć szlaków, m.in. Szlak Orlich Gniazd, Szlak Warowni Jurajskich i Jurajski Rowerowy Szlak Orlich Gniazd, dobrze rozwinięta baza noclegowa. W Skałach Kroczyckich jest Jaskinia Głęboka – jedyna w północnej części Wyżyny Krakowsko-Częstochowskiej jaskinia udostępniona turystycznie}. Liczne skały są obiektem wspinaczki skalnej.